# Luftangriffe auf Durango 1937
Gijón –
Oviedo –
Alcázar von Toledo –
Mérida –
Badajoz –
Guipúzcoa –
Mallorca –
Sierra Guadalupe –
Talavera de la Reina –
Madrid –
Straße nach Coruña –
Málaga –
Jarama –
Guadalajara –
Krieg im Norden (Durango, Guernica, Santander) –
Brunete –
Belchite –
Teruel –
Cabo de Palos –
Aragon –
Ebro –
Katalonien
Die Luftangriffe auf Durango 1937 durch Kampfflugzeuge der italienischen Aviazione Legionaria waren militärische Operationen gegen die baskische Stadt Durango während des spanischen Bürgerkrieges. Durango gehörte zu dieser Zeit der Spanischen Republik an, die gegen die nationalistischen Rebellen General Francos sowie dessen Unterstützer, das faschistische Italien und das nationalsozialistische Deutschland kämpfte.
Der erste Luftangriff am 31. März 1937 zählt mit rund 256 Toten und großen Sachschäden zu den schlimmsten Luftangriffen des gesamten Bürgerkrieges. Mit den beiden nachfolgenden Luftangriffen Anfang April stieg die Opferzahl auf 336 Tote. Die Luftangriffe erfolgten im Rahmen der beginnenden Nordoffensive von Francos Nationalisten und wurde von deutschen Offizieren der Legion Condor geplant, jedoch von der Luftwaffe des faschistischen Italien durchgeführt. Für Historiker markiert Durango als „die erste wehrlose Ortschaft in Europa, die erbarmungslos bombardiert wurde“, auch den Beginn der deutsch-italienischen Terrorbombardierungen gegen Städte im Baskenland. Gleichzeitig wurde dem Ereignis weit weniger Aufmerksamkeit zuteil als dem einige Wochen später ebenfalls im Baskenland erfolgten Luftangriff auf Guernica.

## Ausgangslage
Im Juli 1936 begannen rechtskonservative Kreise der spanischen Armee einen Putsch gegen die Volksfront-Regierung der Spanischen Republik, der zu einem Bürgerkrieg ausartete. Das nordspanische Baskenland zerfiel dabei in zwei Teile: Die aufständischen spanischen Nationalisten einerseits eroberten zunächst beiden Provinzen Navarra und Álava, und bis Ende August 1936 befand sich nach einer Offensive von General Emilio Mola auch der Großteil von Gipuzkoa in nationalistischer Hand. Somit beschränkte sich andererseits das Kontrollgebiet der baskischen Regierung unter José Antonio Aguirre y Lekube, die weiterhin zur Spanischen Republik stand, auf die Bizkaia sowie die zwei Gipuzkoa-Städte Eibar und Elgeta.
Die in der Bizkaia gelegene Gemeinde Durango hatte laut offiziellen Angaben 1936 insgesamt 9.502 Einwohner. Diese hatten Ende September einen ersten Luftangriff durch Kampfflugzeuge der Nationalisten zu erleiden, bei dem 12 Menschen getötet wurden. Bis zum Februar 1937 hatte Durango zusätzlich 2.884 Flüchtlinge aus den von Nationalisten besetzten Gebieten Gipuzkoas aufgenommen, womit die Gesamtbevölkerung am 31. März 1937 bei etwa 10.000 bis 11.000 Menschen lag.
General Franco hatte bereits am 21. März 1937 die Entscheidung zur Eroberung der nordspanischen Territorien um Santander, Asturien und die Bizkaia, die weiterhin vom republikanischen Spanien kontrolliert wurden. Im Rahmen der Angriffsvorbereitungen auf die republikanischen Linien wurden mehrere städtische Ziele ausgewählt, unter anderem dabei auch die Stadt Durango, die als Nachschubumschlagplatz der Republikaner galt, welche mit Wirkung vom 31. März 1937 massiv attackiert werden sollten. General Mola sah es im Vorfeld als vertretbar an, wenn notfalls die gesamte baskische Provinz Bizkaia dem Erdboden gleichgemacht werden müsste.

## Luftangriff am 31. März 1937
Der Luftangriff am 31. März 1937 wurde zwar von den deutschen Offizieren Wolfram von Richthofen und Hugo Sperrle aus der Legion Condor geplant, jedoch – anders als jahrzehntelang von der Öffentlichkeit angenommen – von Geschwadern der in Spanien operierenden italienischen Luftwaffe, der Aviazione Legionaria, durchgeführt. Der italienische Luftwaffen-Verband agierte nach Italiens schwerer Niederlage bei Guadalajara eine Zeit lang im Rahmen der deutschen Legion Condor. Das Dokument Orden de colaboración de apoyo de las fuerzas aéreas con las Brigadas de Navarra el 31.3.37 (Legión Condór L/a) („Befehl der Luftwaffe zur Unterstützung und Zusammenarbeit mit den Brigaden in Navarre am 31/3/37“) beschreibt die erfolgten Angriffe und ordnet verschiedene Operationen einzelnen Luftwaffen-Einheiten zu. Sie sollten von den italienischen Geschwadern durchgeführt werden, die in Soria und Logroño stationiert waren. Neben Durango wurde auch Elorrio an diesem Tag Ziel der Bombardierungen.

### Erster Luftangriff am Vormittag

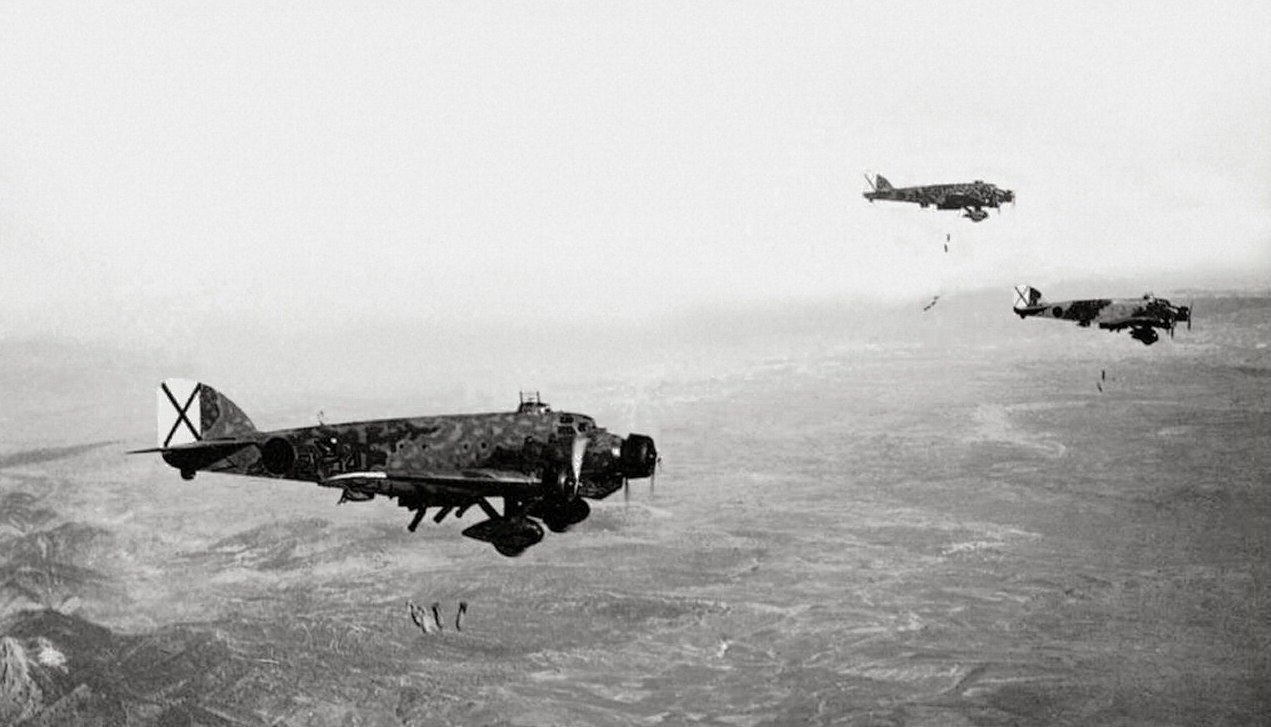
Italienische SM.81 Bomber im Kampfeinsatz (1936)

Um 7:15 Uhr morgens starteten vom Flughafen in Soria die schweren italienischen SM.81 Pipistrelli Bomber Nr. 1, 2, 5 und 6 des 214. Geschwaders ihre Militärmission. Jedes war mit insgesamt zwanzig 50 kg Bomben und vier 20 kg Brandbomben ausgestattet. Das insgesamt über 4,3 Tonnen schwere Bombenmaterial, dass für Durango bestimmt war, wurde jedoch um über eine Tonne verringert, da der Bomber Nr. 6 aufgrund von technischen Problemen wieder umkehren musste. Angeführt wurde die Mission von Ferdinando Raffaelli, alias Umberto Marelli, der sie direkt vor Ort aus seinem Flugzeug Nr. 5 leitete. Zusammen mit dem 214. Geschwader startete auch das 213. Geschwader, welches mit dem Luftangriff auf Elorrio beauftragt war. Um 7:55 Uhr wurden sie über Logroño noch von neun Fiat CR.32 Jägern unter Kapitän Armando Francois, alias Arturo Martori, ergänzt, die als Sicherheitseskort fungierten. Das Kontingent überflog zunächst die Stadt Idiazabal in der Region Gipuzkoa, und peilte von dort ihr Ziel Durango an.
Um etwa 8:30 Uhr morgens kamen die drei Bomber und neun Jäger in Durango an und warfen ihre Bomben ab. Die Stadtbevölkerung wurde zwar von den Sirenen gewarnt, zum größten Teil aber dennoch zu Hause oder während ihres Alltages vom Angriff überrascht. Nur eine Minderheit der Bewohner konnte sich in von der Stadtregierung organisierten Luftschutzunterkünften flüchten. Die Bomber begannen ihren Angriff bei der Calle Kurutziaga nahe der Altstadt. Die ersten Bomben gingen an einer Kreuzung dieser Straße nieder, die heute als Calle Músico Altuna bekannt ist. Sie wurde völlig zerstört. Die restlichen Bomben gingen zwischen diesem Einschlagsort und der 350 Meter entfernten Plaza de Ezkurdi nieder. Der Angriff wurde dabei fotografisch von Angelo Zoia aus einem angriffenden Flugzeug für die Nachwelt festgehalten.

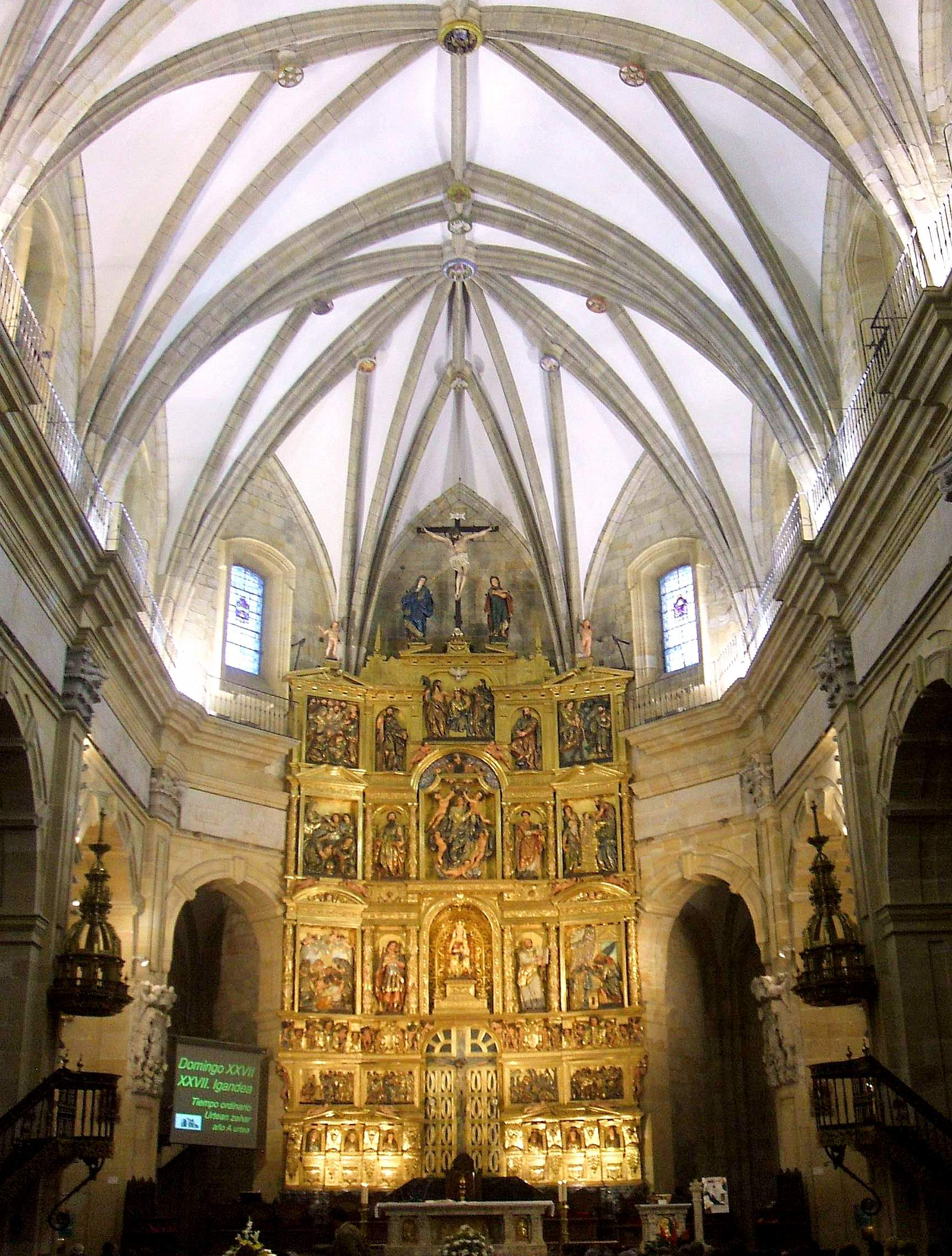
Inneres der Kirche Santa María de Uribarri in Durango (2019)

Die Altstadt, das am dichtesten besiedelte Gebiet Durangos, erlitt durch den Luftangriff schwere Schäden hatte zahlreiche Todesopfer zu beklagen. Dabei wurden auch mehrere bedeutende Gebäude von Bomben getroffen: Zunächst die Jesuiten-Kirche San José, wo Pater Rafael Billalabeitia Mauroñagoitia gerade eine Messe abhielt. Er und mehrere seiner Ordensbrüder wurden von den Bomben sofort getötet. Ebenfalls getroffen wurde das augustinische Nonnenkloster Santa Rita. Die Ordensschwestern flohen aus der beschädigten Kloster in ein Nebengebäude, wurden dort jedoch direkt von einer Granate getroffen, wobei 11 Nonnen und ein junges Dienstmädchen getötet wurden. Ein anderes bedeutendes Gebäude, dass von der Bombardierung in Mitleidenschaft gezogen wurde, war die Kirche Santa María de Uribarri mit ihrer historischen Säulenhalle. Auch hier wurde während des Luftangriffs gerade eine Messe abgehalten: Die ausführenden waren der Priester Carlos Morilla Carreño und der Ministrant Rafael Cuevas. Neben der Kirche befand sich die Säulenhalle, wo der wöchentliche Markt abgehalten wurde, da der eigentliche Marktplatz, der Plaza del Mercado, von Fahrzeugen der baskischen Armee besetzt war. In der Säulenhalle trafen sich Menschen aus den umliegenden Dörfern sowie Durangos Stadtbevölkerung zum Einkaufen. Der italienische Luftangriff führte an diesen Plätzen zu zahlreichen Toten, jedoch waren hunderte an Todesopfern und Verletzten auch in Privathäusern, Geschäften und offenen Straßen in ganz Durango zu beklagen.
Laut dem Arzt Claudio Alegría Mendialdua, der nach dem Luftangriff aus Guernica nach Durango geeilt war um die Verletzten zu versorgen, dauerte der Angriff insgesamt sieben Minuten, wobei die Bomber ihre drei Tonnen an Bombenmaterial abwarfen und die Kampfflugzeuge im Tiefflug mit Maschinengewehren auf die flüchtende Stadtbevölkerung feuerten. Im Lichte der heute bekannten Dokumente aus dem römischen Archiv gilt es als erwiesen, dass die italienischen Flugzeuge während des Angriffs auch Brandbomben abwarfen – insgesamt 12 Stück à 20 Kilogramm.

### Zweiter Luftangriff am Nachmittag
Um 14:25 Uhr starteten die SM.81 Bomber des 214. Geschwaders vom Flughafen in Soria aus mit ihrem zweiten Angriff auf Durango. Die Fliegertruppe umfasste die Flugzeuge Nr. 1, 2 und 5 und wurde von drei weiteren Bombern des 213. Geschwaders verstärkt, deren Ziel Durangos Eisenbahnstation sein sollte. Über Logroño kamen dann noch sieben Jagdflugzeuge des 5. Geschwaders hinzu. Nachdem sie Durango gegen 16:30 Uhr erreicht hatten, konzentrierten sich die drei Bomber des 214. Geschwaders erneut auf die Altstadt. Dabei bombardierten sie insbesondere die Strecke vom Stadtfriedhof zur Calle Zeharkale. Diese war zu diesem Zeitpunkt die belebteste Straße der Stadt, weil sie als einzige zum Friedhof führte, wo die Opfer des ersten Luftangriffs vom Vormittag hingebracht wurden. Die SM.81 Flugzeuge warfen dabei 5 Tonnen an Bomben ab. In der Folge flüchtete die bereits vom morgendlichen Angriff traumatisierte Stadtbevölkerung aus dem Stadtzentrum in Richtung der Felder, wo sie jedoch von den Jagdflugzeugen im Tiefflug unter Beschuss genommen wurden. Augenzeugen zufolge starben während dieser Jagdfliegerangriffe in den Feldern von San Roque, Landako, Montorretas und El Pasiego mehr Menschen als durch das von den Bombern abgeworfenen Material.
Die anderen drei Bomber des 213. Geschwaders griffen währenddessen die Eisenbahnstation, die Werkstätten und die Schienenfahrzeuge beim Rangierbahnhof an. Insgesamt warfen sie dabei zwölf 100 kg Bomben, zwanzig 50 kg Bomben und fünfundfünfzig 15 kg Bomben ab, die schwere Sachschäden verursachen. Die Tatsache, dass andere nahegelegene militärische Ziele wie die große Militärfabrik Hijos de Mendizabal oder die wichtige Monton Brücke nicht angegriffen wurden, weist Historikern zufolge klar darauf hin, dass bei der Operation militärische Ziele zweitrangig waren.

## Luftangriffe am 2. und 4. April 1937
In den nachfolgenden Tagen kam es noch zu zwei weiteren, kleineren Luftangriffen auf Durango. Am 2. April wurde die Stadt um 17:00 Uhr von drei italienischen SM.81 Bomberflugzeugen angegriffen. Am 4. April kam es zu einem erneuten Bombenangriff, allerdings war die Stadt zu diesem Zeitpunkt bereits weitgehend verlassen. Die Bevölkerung war entweder in andere Städte oder in vorstädtische Ortschaften geflohen.

## Opferzahlen und Sachschäden
Die baskische Regierung veröffentlichte kurz nach der Bombardierung 1937 eine Liste mit insgesamt 256 Namen von Opfern des Luftangriffs. Diese Opferzahlen, bzw. die Angabe von „etwa 250“ Toten wird auch von Herbert R. Southworth (1977), Hugh Thomas (2012), Paul Preston (1995), Anthony Beevor (2006) und Javier Rodrigo (2016) vorgenommen. Im Jahr 2001 wurde im Band Durango. 1937 martxoak 31 – 31 de marzo de 1937. eine neue Auflistung veröffentlicht. Diese berücksichtigt neue Forschungsergebnisse zu den Toten der beiden Luftangriffe Anfang April und spricht von insgesamt 336 Toten, von denen 300 identifiziert werden konnten. Damit können nach Jon Irazabal Agirre (2019) die 336 Toten als die neue offizielle Opferzahl der Luftangriffe vom 31. März bis 4. April 1937 angesehen werden. Diese Zahl wird auch von Xabier Irujo (2015) und Michael Alpert (2019) übernommen.
Zudem führten die insgesamt 281 abgeworfenen Bomben mit einem Gesamtgewicht von 14,84 Tonnen auch zu erheblichen Sachschäden. Im Zuge der Bombardierung am 31. März 1937 waren 304 Häuser von Schäden betroffen, wobei 70 davon entweder bereits während der Bombardierung völlig zerstört wurden oder anschließend abgerissen werden mussten. Über 96 Prozent der zerstörten oder beschädigten Häuser befanden sich in Durangos Altstadt, darüber hinaus wurden auch zwei religiöse Gebäude zerstört. Nach den beiden kleineren Luftangriffe vom 2. und 4. April 1937 stieg die Zahl auf insgesamt 71 völlig zerstörte Gebäude sowie 321 weitere, von Schäden betroffene Gebäude. Der wirtschaftliche Schaden wurde im Jahr 1939 mit über 4,2 Millionen Pesetas beziffert.

## Rezeption

### Zeitgenössische Rezeption

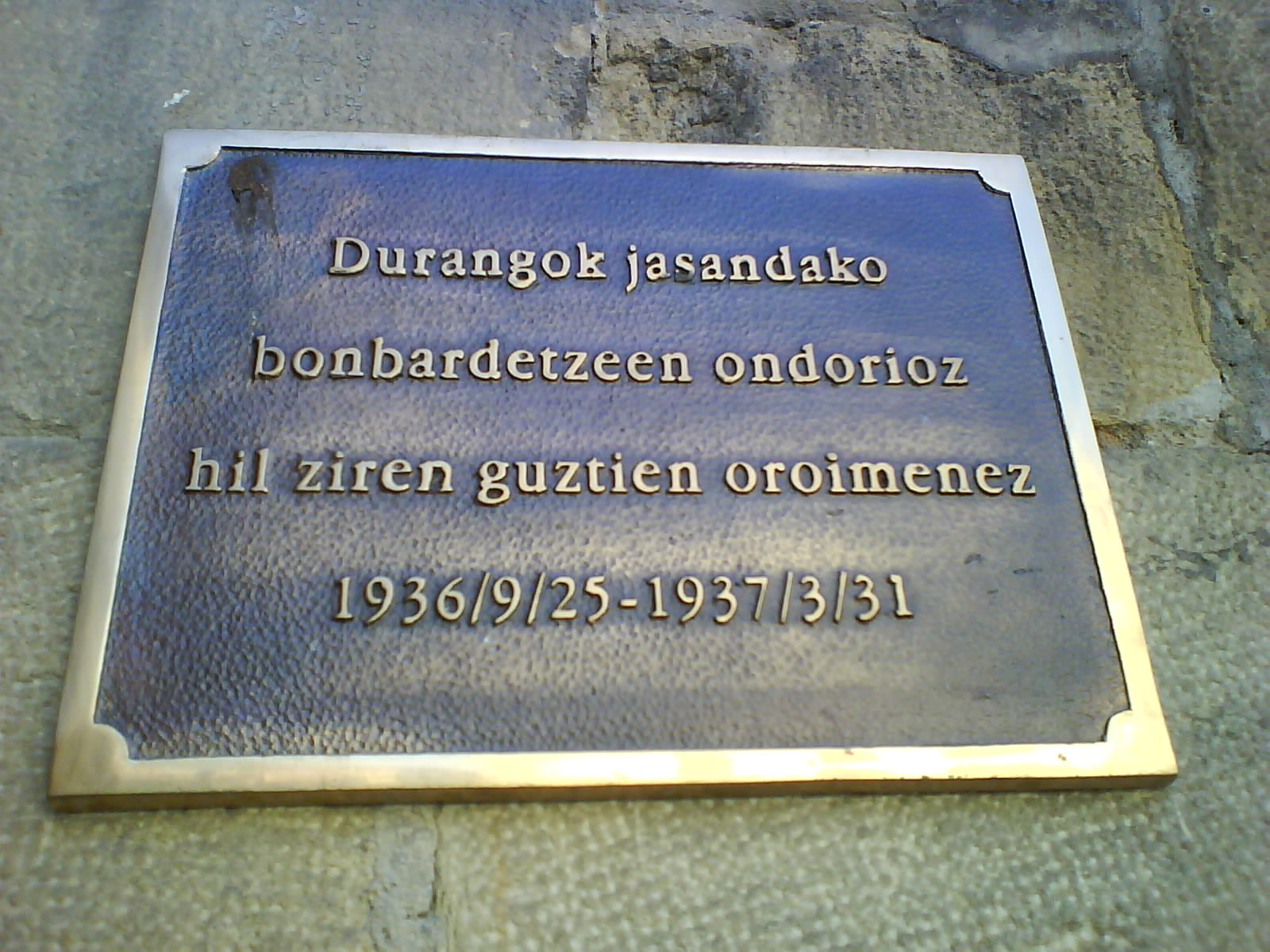
Baskische Gedenktafel in Durango zu den beiden Luftangriffen vom 25. September 1936 und 31. März 1937

Wolfram von Richthofen notierte lakonisch als Architekt des Luftangriffs auf Durango in sein Tagebuch:
„Durango. Kleine und schöne Stadt, mit schönen Adelsschlössern. Nach einer doppelten Bombardierung durch die Italiener sieht sie furchtbar aus. Es ist, als hätten sich die Bomben genau die Kirchen ausgesucht. Die große Kirche, in der gerade die Messe gefeiert wurde, hat mindestens sechs Bomben abbekommen, ein Kirchenkloster (das Kloster war in Wirklichkeit eine Kaserne für die Roten) mindestens vier. Nur die Außenmauern stehen noch. Dadurch erhöhte sich die Zahl der Opfer in der Kirche erheblich (man spricht von mehr als hundertfünfzig).“
Im Mai 1937 verfasste Joachim von Richthofen, ein Analyst der deutschen Legion Condor, den Bericht Auswirkungen der Bombardierungen auf spanische Städte (Baskenfront), in dem er zum Schluss kam, dass die Häuser in Durango, Guernica und anderen in Nordspanien bombardierten Städten jenen Häusern ähneln, wie sie in den kleineren Ortschaften der westlich gelegenen Nachbarn Deutschlands stehen (z. B. Belgien oder Polen). Auch Hugo Sperrle, einer der Planer des Luftangriffs auf Durango, bezeichnet die Bombardierungen im Baskenland in einer Veröffentlichung von Mai 1939 als „Experimente“. Historikern gilt dies als klarer Beweis dafür, dass die erwähnten Angriffe nicht nur der Eroberung der Baskenregion Nordspaniens galten, sondern auch als Vorbereitung für einen erwarteten großen europäischen Konflikt.
Über den Luftangriff auf Durango wurde weder von den zeitgenössischen politischen Kommunikationszentralen Franco-Spaniens, noch von der franquistischen Presse berichtet.

### Historiographische Beurteilung
Für Historiker markiert der Luftangriff auf Durango vom 31. März den Beginn einer Kampagne von Terrorbombardierungen gegen die Städte des Baskenlandes. Mit dieser Taktik verfolgte Richthofen das Ziel, die Moral der Zivilbevölkerung zu brechen und die Straßenkommunikation zu zerstören.
Der britische Historiker Hugh Thomas (2012) konstatiert bezogen auf den Luftangriff vom 31. März, dass Durango „die erste wehrlose Ortschaft in Europa [war], die erbarmungslos bombardiert wurde“. Dieser Einschätzung folgt auch der deutsch-spanische Historiker Carlos Collado Seidel (2016) und merkt an, dass der Bombenhagel auf Durango deutlich weniger Beachtung durch die Weltöffentlichkeit erfuhr, als der wenige Wochen später erfolgte Luftangriff auf Guernica. Die spanischen Historiker Joan Maria Thomàs und Jon Irazabal Agirre (2019) bezeichnen Durango in diesem Kontext als ein Beispiel für die zahlreichen „anderen Guernicas“ des Spanischen Bürgerkrieges, bei welchen ebenfalls gezielte Luftangriffe auf die Zivilbevölkerung im Baskenland durchgeführt wurden, die aber kaum ins historische Bewusstsein der internationalen Öffentlichkeit gerückt sind.
Der spanische Historiker Javier Rodrigo (2016) betont außerdem, dass sowohl der Angriff auf Durango wie auch der am selben Tag erfolgte Luftangriff auf Elorrio als Vorboten künftiger Bombardierungstechniken der italienischen Geschwader im Spanischen Bürgerkrieg angesehen werden können. Dazu gehörten insbesondere Bombenangriffe aus großer Höhe, um sich gegen Flug-Abwehr-Geschütze abzusichern, sowie Angriffe auf nichtmilitärische Ziele und die erklärte Absicht, die Zivilbevölkerung zu terrorisieren. Jon Irazabal Agirre (2019) hält zwar fest, dass sich in Durango zum Zeitpunkt der Bombardierung durchaus zahlreiche Ziele von militärischer und strategischer Bedeutung befanden (so zahlreiche wichtige Brücken, die Eisenbahnstation bildete den Zentralnerv des baskischen Schienennetzes). Jedoch seien diese mit wenigen Ausnahmen nicht nur nicht getroffen worden, sondern die Bombardierungen hätten im Gegenteil nicht einmal in der Nähe dieser Ziele stattgefunden. Im Lichte neuer Archivdokumente bestehe laut Agirre „nicht der geringsten Zweifel“, dass das Hauptziel des Luftangriffs die Altstadt Durangos und damit die Zivilbevölkerung war, die demoralisiert werden sollte.